# Miki Max!
Miki Max! – polski magazyn komiksowy dla dzieci. Ukazuje się nakładem wydawnictwa Egmont Polska od 1999 roku. W latach 1999–2001, 2003–2021 pismo było kwartalnikiem, pomimo tego że w 2003 roku ukazywało się z częstotliwością półroczną, a w latach 2004–2005 aperiodykalą. Od 2022 roku wychodzi 1 numer na rok. W roku 2002 nie pojawił się żaden oficjalny numer, chociaż magazyn został wydany jako trzeci i ostatni numer serii Komiksy z ekranu. Oprócz komiksów, w numerach można znaleźć liczne łamigłówki, testy, wykreślanki i zagadki, a do niektórych numerów dodawane są gadżety. Od 62 numeru magazynu, każdy kolejny jest przedrukiem już wydrukowanego wcześniej wydania. Każdy numer z serii okraszony jest dopiskiem Kaczor Donald poleca.

## Przegląd wydań
| Rok wydania | Wydane numery | Data wydania                 | Data wydania                 |
| Rok wydania | Wydane numery | Pierwszy numer               | Ostatni numer                |
| ----------- | ------------- | ---------------------------- | ---------------------------- |
| 1999        | 1-4 (4)       | Marzec 1999                  | Grudzień 1999                |
| 2000        | 5-7 (3)       | Kwiecień 2000                | Grudzień 2000                |
| 2001        | 8-10 (3)      | Marzec 2001                  | Sierpień 2001                |
| 2002        | 1             | Komiksy z ekranu (nr 3/2002) | Komiksy z ekranu (nr 3/2002) |
| 2002        | 1             | Wrzesień 2002                |                              |
| 2003        | 11-12 (2)     | Lipiec 2003                  | Październik 2003             |
| 2004        | 13-15 (3)     | Styczeń 2004                 | 2004                         |
| 2005        | 16-18 (3)     | Kwiecień 2005                | Październik 2005             |
| 2006        | 19-22 (4)     | Luty 2006                    | 2006                         |
| 2007        | 23-26 (4)     | 2007                         | 10 listopada 2007            |
| 2008        | 27-30 (4)     | 9 lutego 2008                | 5 listopada 2008             |
| 2009        | 31-34 (4)     | 6 lutego 2009                | 5 listopada 2009             |
| 2010        | 35-38 (4)     | 4 lutego 2010                | 4 listopada 2010             |
| 2011        | 39-42 (4)     | 2 lutego 2011                | 4 listopada 2011             |
| 2012        | 43-46 (4)     | 2 lutego 2012                | 28 listopada 2012            |
| 2013        | 47-50 (4)     | 27 lutego 2013               | 27 listopada 2013            |
| 2014        | 51-54 (4)     | 27 lutego 2014               | 26 listopada 2014            |
| 2015        | 55-58 (4)     | 20 lutego 2015               | Listopad 2015                |
| 2016        | 59-62 (4)     | Luty 2016                    | Listopad 2016                |
| 2017        | 63-66 (4)     | Styczeń 2017                 | Listopad 2017                |
| 2018        | 67-70 (4)     | Luty 2018                    | Październik 2018             |
| 2019        | 71-74 (4)     | Luty 2019                    | Październik 2019             |
| 2020        | 75-78 (4)     | 6 lutego 2020                | 4 listopada 2020             |
| 2021        | 79-82 (4)     | 4 lutego 2021                | 3 listopada 2021             |
| 2022        | 83 (1)        | 2 grudnia 2022               | 2 grudnia 2022               |
| 2023        | 84 (1)        | 6 grudnia 2023               | 6 grudnia 2023               |
| 2024        | 85 (1)        | 16 października 2024         | 16 października 2024         |

## Lista numerów

### Rok 1999
| Numer | Numer w roku   | Data wydania     | Tytuł             | Źródło |
| ----- | -------------- | ---------------- | ----------------- | ------ |
| 1     | 1/ wiosna 1999 | Marzec 1999      | brak - nie nadano | [ 4 ]  |
| 2     | 2/ lato 1999   | Lipiec 1999      | brak - nie nadano | [ 51 ] |
| 3     | 3/ jesień 1999 | Październik 1999 | brak - nie nadano | [ 52 ] |
| 4     | 4/ zima 2000   | Grudzień 1999    | brak - nie nadano | [ 5 ]  |

### Rok 2000
| Numer | Numer w roku   | Data wydania  | Tytuł             | Źródło |
| ----- | -------------- | ------------- | ----------------- | ------ |
| 5     | 2/ wiosna 2000 | Kwiecień 2000 | brak - nie nadano | [ 6 ]  |
| 6     | 3/ lato 2000   | Lipiec 2000   | brak - nie nadano | [ 53 ] |
| 7     | 4/ jesień 2000 | Grudzień 2000 | brak - nie nadano | [ 7 ]  |

### Rok 2001
| Numer | Numer w roku   | Data wydania  | Tytuł             | Źródło |
| ----- | -------------- | ------------- | ----------------- | ------ |
| 8     | 1/ wiosna 2001 | Marzec 2001   | brak - nie nadano | [ 8 ]  |
| 9     | 2/ lato 2001   | Czerwiec 2001 | brak - nie nadano | [ 54 ] |
| 10    | 3/ lato 2001   | Sierpień 2001 | brak - nie nadano | [ 9 ]  |

### Rok 2002
| Numer            | Numer w roku     | Data wydania     | Tytuł            | Źródło           |
| Komiksy z ekranu | Komiksy z ekranu | Komiksy z ekranu | Komiksy z ekranu | Komiksy z ekranu |
| ---------------- | ---------------- | ---------------- | ---------------- | ---------------- |
| –                | 3/2002           | Wrzesień 2002    | MikiMax!         | [ 1 ]            |

### Rok 2003
| Numer | Numer w roku | Data wydania     | Tytuł             | Źródło |
| ----- | ------------ | ---------------- | ----------------- | ------ |
| 11    | 1/2003       | Lipiec 2003      | brak - nie nadano | [ 10 ] |
| 12    | 2/2003       | Październik 2003 | Halloween         | [ 11 ] |

### Rok 2004
| Numer | Numer w roku | Data wydania  | Tytuł                                           | Źródło |
| ----- | ------------ | ------------- | ----------------------------------------------- | ------ |
| 13    | 1/2004       | Styczeń 2004  | Encyklopedia sportów zimowych                   | [ 12 ] |
| 14    | 2/2004       | Kwiecień 2004 | Encyklopedia przetrwania                        | [ 55 ] |
| 15    | 3/2004       | 2004          | Iniemamocni Magazyn: Jak zostać superbohaterem? | [ 13 ] |

### Rok 2005
| Numer | Numer w roku | Data wydania     | Tytuł                            | Źródło |
| ----- | ------------ | ---------------- | -------------------------------- | ------ |
| 16    | 1/2005       | Kwiecień 2005    | Poradnik detektywa               | [ 14 ] |
| 17    | 2/2005       | Lipiec 2005      | Poradnik detektywa cz. II        | [ 56 ] |
| 18    | 3/2005       | Październik 2005 | Encyklopedia magicznych sztuczek | [ 15 ] |

### Rok 2006
| Numer | Numer w roku | Data wydania  | Tytuł                      | Źródło |
| ----- | ------------ | ------------- | -------------------------- | ------ |
| 19    | 1/2006       | Luty 2006     | brak - nie nadano          | [ 16 ] |
| 20    | 2/2006       | Kwiecień 2006 | brak - nie nadano          | [ 57 ] |
| 21    | 3/2006       | 2006          | Kaczki i myszy kręcą film! | [ 58 ] |
| 22    | 4/2006       | 2006          | Jesień kaczek i myszy      | [ 17 ] |

### Rok 2007
| Numer | Numer w roku | Data wydania      | Tytuł                    | Źródło |
| ----- | ------------ | ----------------- | ------------------------ | ------ |
| 23    | 1/2007       | 2007              | Czas karnawału           | [ 18 ] |
| 24    | 2/2007       | 11 maja 2007      | Kaczki i myszy w podróży | [ 59 ] |
| 25    | 3/2007       | 10 sierpnia 2007  | Wakacyjne szaleństwo     | [ 60 ] |
| 26    | 4/2007       | 10 listopada 2007 | Jesienne zagadki         | [ 19 ] |

### Rok 2008
| Numer | Numer w roku | Data wydania     | Tytuł             | Źródło |
| ----- | ------------ | ---------------- | ----------------- | ------ |
| 27    | 1/2008       | 9 lutego 2008    | Zimowa rozgrzewka | [ 20 ] |
| 28    | 2/2008       | 9 maja 2008      | brak - nie nadano | [ 61 ] |
| 29    | 3/2008       | Sierpień 2008    | Letnie przygody   | [ 62 ] |
| 30    | 4/2008       | 5 listopada 2008 | Jesienny czas     | [ 21 ] |

### Rok 2009
| Numer | Numer w roku | Data wydania     | Tytuł                            | Źródło |
| ----- | ------------ | ---------------- | -------------------------------- | ------ |
| 31    | 1/2009       | 6 lutego 2009    | Zima nie jest taka zła!          | [ 22 ] |
| 32    | 2/2009       | 8 maja 2009      | Wiosna - cieplejszy wieje wiatr! | [ 63 ] |
| 33    | 3/2009       | 6 sierpnia 2009  | Wakacyjne numery                 | [ 64 ] |
| 34    | 4/2009       | 5 listopada 2009 | Sposób na jesień                 | [ 23 ] |

### Rok 2010
| Numer | Numer w roku | Data wydania     | Tytuł                 | Źródło |
| ----- | ------------ | ---------------- | --------------------- | ------ |
| 35    | 1/2010       | 4 lutego 2010    | Zima na ciepło        | [ 24 ] |
| 36    | 2/2010       | 6 maja 2010      | Wiosna dodaje sił!    | [ 65 ] |
| 37    | 3/2010       | 5 sierpnia 2010  | Zagadkowe lato!       | [ 66 ] |
| 38    | 4/2010       | 4 listopada 2010 | Jesień pełna przygód! | [ 25 ] |

### Rok 2011
| Numer | Numer w roku | Data wydania     | Tytuł          | Źródło |
| ----- | ------------ | ---------------- | -------------- | ------ |
| 39    | 1/2011       | 2 lutego 2011    | Nadeszła zima! | [ 26 ] |
| 40    | 2/2011       | 6 maja 2011      | Witaj wiosno!  | [ 67 ] |
| 41    | 3/2011       | 4 sierpnia 2011  | Letni czar!    | [ 68 ] |
| 42    | 4/2011       | 4 listopada 2011 | Zima bez żalu  | [ 27 ] |

### Rok 2012
| Numer | Numer w roku | Data wydania      | Tytuł           | Źródło |
| ----- | ------------ | ----------------- | --------------- | ------ |
| 43    | 1/2012       | 2 lutego 2012     | Wielka przygoda | [ 28 ] |
| 44    | 2/2012       | 29 maja 2012      | Nowa wiosna     | [ 69 ] |
| 45    | 3/2012       | 29 sierpnia 2012  | Letni luz       | [ 70 ] |
| 46    | 4/2012       | 28 listopada 2012 | I znowu jesień  | [ 29 ] |

### Rok 2013
| Numer | Numer w roku | Data wydania      | Tytuł                            | Źródło |
| ----- | ------------ | ----------------- | -------------------------------- | ------ |
| 47    | 1/2013       | 27 lutego 2013    | Wielka przygoda Goofy'ego        | [ 30 ] |
| 48    | 2/2013       | 31 maja 2013      | Kosmiczny sekret Mikiego         | [ 71 ] |
| 49    | 3/2013       | 27 sierpnia 2013  | Wielka zabawa z Mikim i Donaldem | [ 72 ] |
| 50    | 4/2013       | 27 listopada 2013 | Świąteczne zabawy Mikiego        | [ 31 ] |

### Rok 2014
| Numer | Numer w roku | Data wydania      | Tytuł                              | Źródło |
| ----- | ------------ | ----------------- | ---------------------------------- | ------ |
| 51    | 1/2014       | 27 lutego 2014    | Myszomaniacy do pracy              | [ 32 ] |
| 52    | 2/2014       | 23 maja 2014      | Wspólne przygody Mikiego i Donalda | [ 73 ] |
| 53    | 3/2014       | 26 sierpnia 2014  | Wspólne przygody Mikiego i Donalda | [ 74 ] |
| 54    | 4/2014       | 26 listopada 2014 | Przygody niezależne od pogody      | [ 33 ] |

### Rok 2015
| Numer | Numer w roku | Data wydania   | Tytuł              | Źródło |
| ----- | ------------ | -------------- | ------------------ | ------ |
| 55    | 1/2015       | 20 lutego 2015 | Rozgrzewka na zimę | [ 34 ] |
| 56    | 2/2015       | 15 maja 2015   | brak danych        | [ 75 ] |
| 57    | 3/2015       | Sierpień 2015  | Letni numer        | [ 76 ] |
| 58    | 4/2015       | Listopad 2015  | brak - nie nadano  | [ 35 ] |

### Rok 2016
| Numer | Numer w roku | Data wydania  | Tytuł             | Źródło |
| ----- | ------------ | ------------- | ----------------- | ------ |
| 59    | 1/2016       | Luty 2016     | brak - nie nadano | [ 36 ] |
| 60    | 2/2016       | Maj 2016      | brak - nie nadano | [ 77 ] |
| 61    | 3/2016       | Sierpień 2016 | brak - nie nadano | [ 78 ] |
| 62    | 4/2016       | Listopad 2016 | brak - nie nadano | [ 37 ] |

### Rok 2017
| Numer | Numer w roku | Data wydania  | Tytuł             | Źródło |
| ----- | ------------ | ------------- | ----------------- | ------ |
| 63    | 1/2017       | Styczeń 2017  | brak - nie nadano | [ 38 ] |
| 64    | 2/2017       | Czerwiec 2017 | brak - nie nadano | [ 79 ] |
| 65    | 3/2017       | Sierpień 2017 | brak - nie nadano | [ 80 ] |
| 66    | 4/2017       | Listopad 2017 | brak - nie nadano | [ 39 ] |

### Rok 2018
| Numer | Numer w roku | Data wydania     | Tytuł             | Źródło |
| ----- | ------------ | ---------------- | ----------------- | ------ |
| 67    | 1/2018       | Luty 2018        | brak - nie nadano | [ 40 ] |
| 68    | 2/2018       | 27 kwietnia 2018 | brak - nie nadano | [ 81 ] |
| 69    | 3/2018       | 20 lipca 2018    | brak - nie nadano | [ 82 ] |
| 70    | 4/2018       | Październik 2018 | Zima bez żalu     | [ 41 ] |

### Rok 2019
| Numer | Numer w roku | Data wydania     | Tytuł           | Źródło |
| ----- | ------------ | ---------------- | --------------- | ------ |
| 71    | 1/2019       | Luty 2019        | Wielka przygoda | [ 42 ] |
| 72    | 2/2019       | Maj 2019         | Piękna wiosna   | [ 83 ] |
| 73    | 3/2019       | 19 lipca 2019    | Letni luz       | [ 84 ] |
| 74    | 4/2019       | Październik 2019 | I znowu jesień  | [ 43 ] |

### Rok 2020
| Numer | Numer w roku | Data wydania     | Tytuł                            | Źródło |
| ----- | ------------ | ---------------- | -------------------------------- | ------ |
| 75    | 1/2020       | 6 lutego 2020    | Wielka przygoda Goofy'ego        | [ 44 ] |
| 76    | 2/2020       | 5 maja 2020      | Kosmiczny sekret Mikiego         | [ 85 ] |
| 77    | 3/2020       | 4 sierpnia 2020  | Wielka zabawa z Mikim i Donaldem | [ 86 ] |
| 78    | 4/2020       | 4 listopada 2020 | Świąteczne zabawy Mikiego        | [ 45 ] |

### Rok 2021
| Numer | Numer w roku | Data wydania     | Tytuł                              | Źródło |
| ----- | ------------ | ---------------- | ---------------------------------- | ------ |
| 79    | 1/2021       | 4 lutego 2021    | Myszomaniacy do pracy              | [ 46 ] |
| 80    | 2/2021       | 5 maja 2021      | Wspólne przygody Mikiego i Donalda | [ 87 ] |
| 81    | 3/2021       | 4 sierpnia 2021  | Wspólne przygody Mikiego i Donalda | [ 88 ] |
| 82    | 4/2021       | 3 listopada 2021 | Przygody niezależne od pogody      | [ 47 ] |

### Rok 2022
| Numer | Numer w roku | Data wydania   | Tytuł              | Źródło |
| ----- | ------------ | -------------- | ------------------ | ------ |
| 83    | 1/2022       | 2 grudnia 2022 | Rozgrzewka na zimę | [ 48 ] |

### Rok 2023
| Numer | Numer w roku | Data wydania   | Tytuł             | Źródło |
| ----- | ------------ | -------------- | ----------------- | ------ |
| 84    | 1/2023       | 6 grudnia 2023 | Zima z Miki Maxem | [ 49 ] |

### Rok 2024
| Numer | Numer w roku | Data wydania         | Tytuł             | Źródło |
| ----- | ------------ | -------------------- | ----------------- | ------ |
| 85    | 1/2024       | 16 października 2024 | brak - nie nadano | [ 50 ] |